# Campeonato Mundial de Piragüismo en Aguas Tranquilas de 2002
El XXXII Campeonato Mundial de Piragüismo en Aguas Tranquilas se celebró en Sevilla (España) entre el 28 de agosto y el 1 de septiembre de 2002 bajo la organización de la Federación Internacional de Piragüismo (ICF) y la Federación Española de Piragüismo.
Un total de 70 federaciones nacionales tomaron parte en el evento, que otorgó medallas en 27 especialidades (18 masculinas y 9 femeninas). Las competiciones se desarrollaron en el canal de piragüismo acondicionado en el río Guadalquivir.

## Medallistas

### Masculino
| Evento    | Oro | Plata                                                                                                | Bronce |
| --------- | --- | --- | --- |
| K1 200 m  | Ronald Rauhe · Alemania · 35,134 s | Anton Riajov Uzbekistán 35,414 s                                                                     | Romualdas Petrukanecas · Lituania · 35,660 s                                                                      |
| K2 200 m  | Alvydas Duonėla · Egidijus Balčiūnas · Lituania · 32,401 | Adam Wysocki · Marek Twardowski · Polonia · 32,554                                                   | Ronald Rauhe · Tim Wieskötter · Alemania · 32,781                                                                 |
| K4 200 m  | Martin Chorváth · Rastislav Kužel · Ladislav Belovič · Juraj Lipták · Eslovaquia · Manuel Muñoz Arestoy · Jaime Acuña Iglesias · Aike González Comesaña · Oier Aizpurua Aranzadi · España · 30,154 | — | Vince Fehérvári · Róbert Hegedűs · Gábor Horváth · István Beé · Hungría · 30,374                                  |
| K1 500 m  | Nathan Baggaley Australia 1:39,901 | Petar Merkov Bulgaria 1:40,207                                                                       | Anton Riajov Uzbekistán 1:40,560                                                                                  |
| K2 500 m  | Ronald Rauhe · Tim Wieskötter · Alemania · 1:31,915 | Adam Wysocki · Marek Twardowski · Polonia · 1:32,468                                                 | Zoltán Kammerer · Botond Storcz · Hungría · 1:32,795                                                              |
| K4 500 m  | Richard Riszdorfer · Michal Riszdorfer · Erik Vlček · Juraj Bača · Eslovaquia · 1:22,892 | Raman Piatrushenka · Aliaxei Skurkovski · Aliaxei Abalmasau · Vadzim Majneu · Bielorrusia · 1:23,219 | Manuel Muñoz Arestoy · Jaime Acuña Iglesias · Aike González Comesaña · Oier Aizpurua Aranzadi · España · 1:23,659 |
| K1 1000 m | Eirik Verås Larsen · Noruega · 3:27,586 | Javier Andrés Correa Argentina 3:28,273                                                              | Adam Seroczyński · Polonia · 3:28,400                                                                             |
| K2 1000 m | Markus Oscarsson · Henrik Nilsson · Suecia · 3:12,625 | Eirik Verås Larsen · Nils Olav Fjeldheim · Noruega · 3:13,691                                        | Ákos Vereckei · Krisztián Veréb · Hungría · 3:14,438                                                              |
| K4 1000 m | Richard Riszdorfer · Michal Riszdorfer · Erik Vlček · Juraj Bača · Eslovaquia · 2:52,837 | Mark Zabel · Björn Bach · Stefan Ulm · Andreas Ihle · Alemania · 2:52,910                            | Petar Merkov Milko Kazanov Ivan Jristov Yordan Yordanov Bulgaria 2:53,990                                         |
| C1 200 m  | Maxim Opalev · Rusia · 39,257 | Andrzej Jezierski · Polonia · 39,843                                                                 | Christian Gille · Alemania · 40,176                                                                               |
| C2 200 m  | Ibrahim Rojas Blanco · Ledis Balceiro Pajón · Cuba · 37,027 | Petr Fuksa · Petr Netušil · República Checa · 37,100                                                 | Mihail Vartolomei · Ionel Averian · Rumania · 37,240                                                              |
| C4 200 m  | Maxim Opalev · Roman Krugliakov · Serguei Uleguin · Alexandr Kostoglod · Rusia · 33,650 | Petr Fuksa · Jan Břečka · Petr Procházka · Karel Kožíšek · República Checa · 33,964                  | Mihail Vartolomei · Ionel Averian · Mitică Pricop · Petre Condrat · Rumania · 34,237                              |
| C1 500 m  | Maxim Opalev · Rusia · 1:50,596 | György Kolonics · Hungría · 1:51,636                                                                 | Andreas Dittmer · Alemania · 1:51,843                                                                             |
| C2 500 m  | Ibrahim Rojas Blanco · Ledis Balceiro Pajón · Cuba · 1:43,467 | Florin Popescu · Silviu Simioncencu · Rumania · 1:43,960                                             | Serguei Uleguin · Alexandr Kostoglod · Rusia · 1:44,280                                                           |
| C4 500 m  | Mihail Vartolomei · Ionel Averian · Mitică Pricop · Florin Popescu · Rumania · 1:34,758 | Konstantin Fomichov · Alexandr Artemida · Roman Krugliakov · Andrei Kabanov · Rusia · 1:35,231       | Daniel Jędraszko · Adam Ginter · Michał Śliwiński · Marcin Grzybowski · Polonia · 1:35,338                        |
| C1 1000 m | Andreas Dittmer · Alemania · 3:49,031 | Maxim Opalev · Rusia · 3:49,644                                                                      | Stephen Giles · Canadá · 3:50,737                                                                                 |
| C2 1000 m | Marcin Kobierski · Michał Śliwiński · Polonia · 3:32,456 | Ibrahim Rojas Blanco · Ledis Balceiro Pajón · Cuba · 3:33,676                                        | Richard Dalton · Michael Scarola · Canadá · 3:33,969                                                              |
| C4 1000 m | Andrzej Jezierski · Adam Ginter · Michał Gajownik · Roman Rynkiewicz · Polonia · 3:17,794 | Dimitri Joukovski · Maxime Boilard · Tamás Buday · Attila Buday · Canadá · 3:18,127                  | Aliaxandr Zhukouski · Aliaxandr Kurliandchyk · Aliaxandr Bahdanovich · Siamion Sapanenka · Bielorrusia · 3:18,421 |

### Femenino
| Evento    | Oro                                                                                          | Plata | Bronce |
| --------- | -------------------------------------------------------------------------------------------- | --- | --- |
| K1 200 m  | María Teresa Portela · España · 40,693 s                                                     | Caroline Brunet · Canadá · 41,426 s                                                                           | Elżbieta Urbańczyk · Polonia · 41,713 s                                                                         |
| K2 200 m  | Sonia Molanes Costa · Beatriz Manchón Portillo · España · 37,670                             | Aneta Pastuszka · Joanna Skowroń · Polonia · 37,830                                                           | Bonka Pindzheva Deliana Dacheva Bulgaria 37,897                                                                 |
| K4 200 m  | Natasa Janics · Szilvia Szabó · Kinga Bóta · Tímea Paksy · Hungría · 34,480                  | María Teresa Portela · Sonia Molanes Costa · Beatriz Manchón Portillo · María Isabel García · España · 34,647 | Katrin Wagner · Anett Schuck · Manuela Mucke · Maike Nollen · Alemania · 35,854                                 |
| K1 500 m  | Katalin Kovács · Hungría · 1:52,116                                                          | Caroline Brunet · Canadá · 1:52,483                                                                           | Josefa Idem · Italia · 1:53,069                                                                                 |
| K2 500 m  | Szilvia Szabó · Kinga Bóta · Hungría · 1:43,607                                              | Katrin Wagner · Manuela Mucke · Alemania · 1:44,693                                                           | Sonia Molanes Costa · Beatriz Manchón Portillo · España · 1:45,253                                              |
| K4 500 m  | Katalin Kovács · Szilvia Szabó · Kinga Bóta · Erzsébet Viski · Hungría · 1:35,724            | Katrin Wagner · Anett Schuck · Manuela Mucke · Maike Nollen · Alemania · 1:37,171                             | María Teresa Portela · Sonia Molanes Costa · Beatriz Manchón Portillo · María Isabel García · España · 1:37,331 |
| K1 1000 m | Katalin Kovács · Hungría · 3:53,340                                                          | Katrin Wagner · Alemania · 3:53,920                                                                           | Josefa Idem · Italia · 3:54,770                                                                                 |
| K2 1000 m | Szilvia Szabó · Kinga Bóta · Hungría · 3:37,259                                              | Nadine Opgen-Rhein · Manuela Mucke · Alemania · 3:38,572                                                      | Adi Gafni Larisa Peisajovich Israel 3:42,165                                                                    |
| K4 1000 m | Aneta Pastuszka · Joanna Skowroń · Karolina Sadalska · Aneta Białkowska · Polonia · 3:17,007 | Zhong Hongyan Fan Lina Gao Yi Xu Linbei China 3:17,194                                                        | Tímea Paksy · Katalin Móni · Alexandra Keresztesi · Erzsébet Viski · Hungría · 3:18,487                         |

## Medallero
| Núm. | País            | Oro | Plata | Bronce | Total |
| ---- | --------------- | --- | ----- | ------ | ----- |
| 1    | Hungría         | 6   | 1     | 4      | 11    |
| 2    | Alemania        | 3   | 5     | 4      | 12    |
| 3    | Polonia         | 3   | 4     | 3      | 10    |
| 4    | Rusia           | 3   | 2     | 1      | 6     |
| 5    | España          | 3   | 1     | 3      | 7     |
| 6    | Eslovaquia      | 3   | 0     | 0      | 3     |
| 7    | Cuba            | 2   | 1     | 0      | 3     |
| 8    | Rumania         | 1   | 1     | 2      | 4     |
| 9    | Noruega         | 1   | 1     | 0      | 2     |
| 10   | Lituania        | 1   | 0     | 1      | 2     |
| 11   | Australia       | 1   | 0     | 0      | 1     |
| 11   | Suecia          | 1   | 0     | 0      | 1     |
| 13   | Canadá          | 0   | 3     | 2      | 5     |
| 14   | República Checa | 0   | 2     | 0      | 2     |
| 15   | Bulgaria        | 0   | 1     | 2      | 3     |
| 16   | Bielorrusia     | 0   | 1     | 1      | 2     |
| 16   | Uzbekistán      | 0   | 1     | 1      | 2     |
| 18   | Argentina       | 0   | 1     | 0      | 1     |
| 18   | China           | 0   | 1     | 0      | 1     |
| 20   | Italia          | 0   | 0     | 2      | 2     |
| 21   | Israel          | 0   | 0     | 1      | 1     |
|      | TOTAL           | 27  | 27    | 27     | 81    |